# Robert Ihly
Pour les articles homonymes, voir Daniel Ihly.
Robert Ihly (né le 5 mai 1963 à Asbest dans l'Union soviétique) est un athlète allemand, ayant représenté l'Allemagne de l'Est jusqu'à la réunification en 1991, spécialiste de la marche athlétique. Il détient les records d'Allemagne du 30 000 m marche et du 50 000 m marche.

## Biographie
Jusqu'en 1988, Ihly a représenté le club sportif de l'armée d'Alma-Ata. En février 1989, il s'est installé en Allemagne en tant que rapatrié d'Europe de l'Est et a rejoint le LFV Schutterwald. À partir de 1992, il a représenté le LG Offenburg (de). 
Dès 1989, Ihly a remporté son premier titre de champion d'Allemagne de marche sur 50 kilomètres, puis en 1990, il a gagné des épreuves sur 20 kilomètres et sur 50 kilomètres. Ses meilleurs résultats ont été obtenus aux championnats du monde, où il s'est classé trois fois parmi les huit meilleurs athlètes. Il a également obtenu une septième place aux championnats d'Europe en salle en 1992. Aux Jeux olympiques, sa meilleure performance reste une onzième place sur 20 kilomètres en 1992. Après une 17e place en 1996, il a participé au 50 kilomètres à Sydney en 2000, mais a terminé la compétition prématurément.
Pour une taille de 1,75 m, son poids de compétition était de 65 kg. 
Ihly est ingénieur hydraulicien et, en plus de son activité professionnelle dans une entreprise de construction, il est toujours actif en tant qu'entraîneur. Les deux athlètes olympiques, Carl Dohmann et Nathaniel Seiler (en), ainsi que la détentrice du record d'Allemagne du 50 km marche, Bianca Maria Dittrich, sont entraînés par Ihly.

## Palmarès
| Date | Compétition              | Lieu      | Résultat | Épreuve      | Performance     |
| ---- | ------------------------ | --------- | -------- | ------------ | --------------- |
| 1990 | Championnats d'Europe    | Split     | 9e       | 20 km marche | 1 h 25 min 31 s |
| 1991 | Coupe du monde de marche | San José  | 19e      | 20 km marche | 1 h 22 min 52 s |
| 1991 | Championnats du monde    | Tokyo     | 6e       | 20 km marche | 1 h 20 min 52 s |
| 1992 | Jeux olympiques d'été    | Barcelone | 11e      | 20 km marche | 1 h 26 min 56 s |
| 1993 | Coupe du monde de marche | Monterrey | 8e       | 20 km marche | 1 h 25 min 32 s |
| 1993 | Championnats du monde    | Stuttgart | 7e       | 20 km marche | 1 h 24 min 21 s |
| 1995 | Championnats du monde    | Göteborg  | 14e      | 20 km marche | 1 h 24 min 40 s |
| 1996 | Jeux olympiques d'été    | Atlanta   | 17e      | 20 km marche | 1 h 23 min 47 s |
| 1997 | Championnats du monde    | Athènes   | 11e      | 20 km marche | 1 h 24 min 12 s |
| 1998 | Championnats d'Europe    | Budapest  | 11e      | 50 km marche | 3 h 55 min 31 s |
| 1999 | Championnats du monde    | Séville   | 5e       | 50 km marche | 3 h 53 min 47 s |

## Records
| Épreuve                 | Performance       | Lieu          | Date              |
| ----------------------- | ----------------- | ------------- | ----------------- |
| 20 km marche (route)    | 1 h 19 min 59 s   | La Corogne    | 6 juin 1992       |
| 30 000 m marche (piste) | 2 h 11 min 52 s 8 | Biesheim      | 4 septembre 1992  |
| 50 000 m marche (piste) | 3 h 52 min 46 s 6 | Héricourt     | 29 septembre 1996 |
| 50 km marche (route)    | 3 h 49 min 22 s   | Mézidon-Canon | 2 mai 1999        |